# Addio alle armi (film 1932)
Addio alle armi (A Farewell to Arms) è un film del 1932 diretto da Frank Borzage, tratto dal romanzo omonimo di Ernest Hemingway (1929).

## Trama
L'ex studente di architettura Frederic Henry si è arruolato volontario nell'esercito per andare a combattere durante la grande guerra. Ora è tenente addetto al servizio di ambulanza e passa il tempo libero insieme a un suo compagno, il capitano Alessandro Rinaldi, facendo bisboccia e andando a caccia di donne.

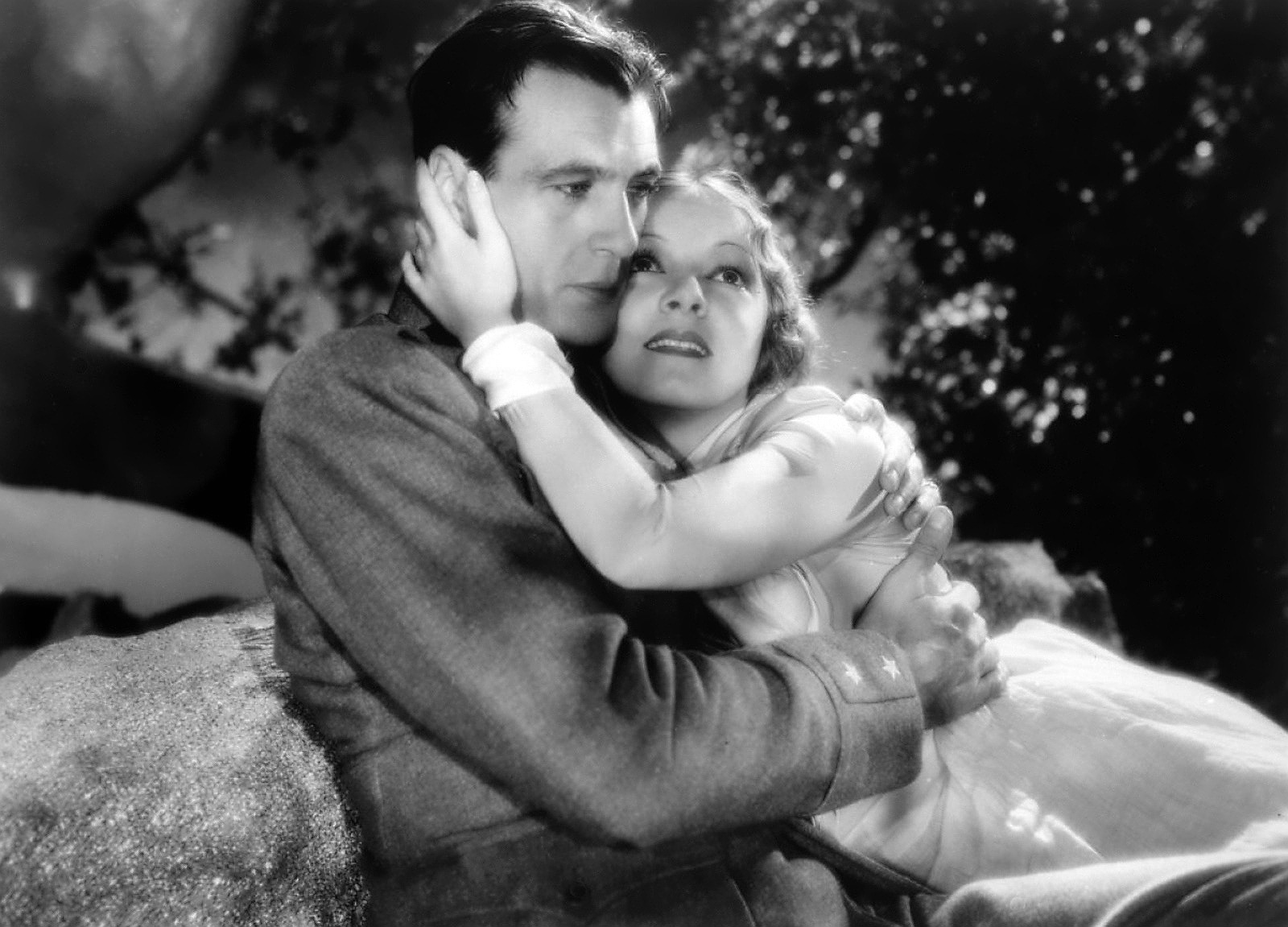
Gary Cooper ed Helen Hayes in una scena

Durante una delle sue uscite, Frederic conosce Catherine Barkley, un'infermiera inglese il cui fidanzato è rimasto ucciso in guerra. Pur se anche Rinaldi aveva già corteggiato la ragazza, il capitano si ritira quando capisce che l'amico è seriamente innamorato di lei. Successivamente Frederic viene ferito e trasportato in ospedale a Milano dove poi verrà raggiunto da Catherine, che Rinaldi ha provveduto a far trasferire là per servizio. I due trascorrono un periodo idilliaco, in cui il loro amore è consacrato da una cerimonia religiosa ufficiosa, celebrata da un sacerdote nella stanza d'ospedale.
Ben presto, però, Frederic viene rimandato al fronte dove attende notizie dall'amata. Ma le lettere che la coppia si scambia vengono censurate da Rinaldi, preoccupato che l'amico non faccia qualche colpo di testa. Catherine, infatti, è rimasta incinta e per portare a termine la gravidanza lontano dalla guerra è riparata in Svizzera dove aspetta a Brissago che Frederic la raggiunga. Intanto il tenente, preoccupato per il silenzio della ragazza, confessa la sua pena all'amico sacerdote padre Galli finché, non riuscendo più ad aspettare, diserta per andare a cercarla. Rivede Rinaldi che si offre di scrivere un rapporto in cui la sua diserzione viene tenuta nascosta attribuendogli una missione ma Frederic rifiuta chiedendogli invece di dirgli dove si trovi Catherine. L'amico finisce per cedere e Frederic, a bordo di un'imbarcazione messagli a disposizione dal proprietario di un albergo, attraversa così il lago Maggiore per raggiungere Brissago. Qua Catherine, patita per la lunga attesa che l'ha fatta soffrire, partorisce un bimbo che nasce morto e anche lei muore fra le braccia di Frederic, mentre intorno a loro la gente festeggia rumorosamente l'armistizio e la fine della guerra.

## Distribuzione
Distribuito dalla Paramount Pictures, il film uscì nelle sale cinematografiche statunitensi l'8 dicembre 1932. Nel 1933, il film fu distribuito in Messico (28 marzo), Paesi Bassi (19 maggio), Argentina (5 luglio), Finlandia (13 agosto), Danimarca (9 ottobre), Portogallo (16 ottobre). In Italia, arrivò al grande pubblico solo nel 1986, quando la RAI lo doppiò e lo trasmise in occasione di una rassegna di film degli anni Trenta.

### Censura
La censura non gradiva talune situazioni presentate dal romanzo, considerate pericolose per la morale dell'epoca, come per esempio l'unione senza matrimonio fra il tenente e l'infermiera, o la diserzione dall'esercito, così come un certo antimilitarismo sottinteso nell'opera letteraria da cui il film è tratto.
Ciò costrinse Borzage ad alcune modifiche rispetto al soggetto originario. La diserzione e la ritirata di Caporetto, ad esempio, vengono glissate in un confuso turbillon di immagini di guerra e di dolore, ma senza alcuna spiegazione.
Oltre ad altri dettagli, anche il finale è stato modificato rispetto al testo originario, con un taglio più romantico.

## Remake
Addio alle armi (A Farewell to Arms), film in cinemascope di Charles Vidor del 1957.

## Premi e riconoscimenti
- 1934 - Premio Oscar
  - Migliore fotografia a Charles Lang
  - Miglior sonoro a Franklin Hansen
  - Candidatura Miglior film alla Paramount
  - Candidatura Migliore scenografia a Hans Dreier e Roland Anderson
- 1932 - National Board of Review Award
  - Migliori dieci film